# Robert Champigny
 (septembre 2013).
Si vous disposez d'ouvrages ou d'articles de référence ou si vous connaissez des sites web de qualité traitant du thème abordé ici, merci de compléter l'article en donnant les références utiles à sa vérifiabilité et en les liant à la section « Notes et références ».
Robert Champigny (1922-1984) est un poète, philosophe, critique et essayiste français, né à Châtellerault.

## Publications
- 1952 Dépôt
- 1953 L'Intermonde
- 1955 Brûler
- 1957 Prose et Poésie
- 1960 Monde
- 1963 Le Genre poétique et Le Genre romanesque, prix Durchon-Louvet de l’Académie française en 1964
- 1964 La Piste
- 1969 Horizon, poèmes et notes
- 1969 La Mission, la Demeure, la Roue

## Pour approfondir